# Sestao
Sestao és un municipi de Biscaia amb 29.982 habitants (2006). Situat a la riba esquerra de la ria de Bilbao, pertany a la comarca del Gran Bilbao. Resta comunicat amb la línia 2 del metro de Bilbao, així com amb línies d'autobús urbà.
Ja des del segle xix Sestao té una forta component industrial, essent seu de siderúrgies i drassanes. Durant el segle XX la ciutat patí un important creixement demogràfic, ja que hi havia un dels Alts Forns de Biscaia. La reconversió del sector de l'acereria durant la dècada de 1990 provocà una forta commoció econòmica i social, produint-se protestes violentes. Al cap de deu anys la població censada gairebé s'havia reduït en més de 15.000 persones.

## Resultats electorals municipals
| Partit polític | Vots emesos | % de vots | Nombre de regidors 2007 | Nombre de regidors 2003 |
| -------------- | ----------- | --------- | ----------------------- | ----------------------- |
| PSE-EE/PSOE    | 4.758       | 33,24     | 8                       | 6                       |
| PNB/EAJ        | 4.480       | 31,30     | 8                       | 6                       |
| PP             | 1.495       | 10,45     | 2                       | 3                       |
| EB-B/IU-Aralar | 1.159       | 8,10      | 2                       | 2                       |
| VPS            | 677         | 4,73      | 1                       | 3                       |
| EA             | 307         | 2,15      | 0                       | 1                       |

- Cens 27.635
- Vots 14.302
  - Blancs 261
  - Nuls 1.175
- Participació 56,68%
- Abstenció 44,32%

## Alcaldes a partir de 1975
- Jesús Sainz Planillos UCD 1969 - 1975.
- Guillermo Dorronsoro UCD 1975- 1976.
- Santiago Llanos PSE 1976-1987.
- José Luis Azpitarte PSE 1987-1988.
- Txetxu Milla PSE-EE 1988-1996.
- Segundo Calleja PSE-EE 1996-2003.
- Alberto Lozano PNB 2003-2007.
- José Luís Marcos Merino PSE-EE 2007 - actualitat.

## Persones il·lustres
- José Luis López Panizo (1922-1990): futbolista de l'Athletic Club de Bilbao.
- Venancio Pérez (1921-1994): futbolista de l'Athletic Club de Bilbao.
- Angel Landa Bidarte (1935): alpinista.
- Fidel Uriarte (1945): futbolista de l'Athletic Club de Bilbao.
- Domingo Uriarte "Rebonzanito": torero.
- Diego Mazquiarán "El Fortuna" (1895): torero.
- Hermenegildo Elices Rivas (Elices-Chato): Futbolista del Sestao-Athletic club de Bilbao-Real Madrid
- Ayo Félix il·lustre violinista (1933)
- Miguel Arregui y Trecet (1894-1944) organista i compositor